# Saint-Anselme
| Saint-Anselme                 |                         |
| Église Saint-Anselme.jpg      |                         |
| Coordenadas: 46º37'N, 70º58'W |                         |
| Província                     | Quebec                  |
| Região administrativa         | Chaudière-Appalaches    |
| Incorporado em                | 7 de janeiro de 1998    |
| Prefeito                      | Michel Bonneau          |
| Código postal                 | 19062                   |
|                               |                         |
| Área                          |                         |
| - Cidade                      | 74,5 km², 29,8 mi²      |
| Fuso horário                  | UTC -5                  |
| População (2006)              |                         |
| - Cidade                      | 3.321                   |
| - Densidade                   | 45 hab/km², 112 hab/mi² |

Saint-Anselme é uma municipalidade canadense do conselho  municipal regional de Bellechasse, Quebec, localizada na região administrativa de Chaudière-Appalaches. Em sua área de pouco mais de 74 km, habitam 3.321 pessoas. Tem seu nome em honra de Anselme de Cantorbéry. A municipalidade é cortada pelo rio Etchemin.